# Geraldo Paulino Santanna
Geraldo Paulino Santanna (Salinas, 28 de novembro de 1925) foi um político brasileiro do estado de Minas Gerais.
Geraldo Santanna foi vereador em Salinas no período de 1951 a 1955. Foi eleito prefeito de Salinas para o pleito de 1959-1963, em oposição ao temido Coronel Idalino Ribeiro, que até então tinha poder absoluto na política regional.
No plano estadual foi deputado por três vezes: na 6ª legislatura (1967 a 1971) e na 12ª e 13ª legislaturas (1991 a 1999).

Foi chefe de gabinete da Secretaria de Estado de Viação e Obras Públicas (1956); diretor-superintendente da Cemig (1964); assessor do governador pela Secretaria de Estado de Assuntos Municipais (1963-1964 e 1983-1985), secretário de estado da Secretária Extraordinário de Estado para Assuntos Políticos (1986-1987), secretário de estado da Secretaria de Estado de Minas e Energia (1987), presidente da Cemig (1987-1988) e secretário de estado da Secretaria de Estado de Assuntos Municipais (1989-90).
Teve participação nos governos estaduais de Bias Fortes (1956-1960), Magalhães Pinto (1961-1966), Israel Pinheiro (1966-1971), Rondon Pacheco (1971-1975), Aureliano Chaves (1975-1978), Francelino Pereira (1979-1983), Tancredo Neves (1983-1984), Hélio Garcia (1984-1987), Newton Cardoso (1987-1991), Hélio Garcia (1992-1996), Eduardo Azeredo (1996-1999) e Itamar Franco (1999-2000).
Como homem público foi condecorado com a Ordem do Mérito Legislativo, Medalha Santos Dumont, Medalha da Inconfidência, Medalha de Mérito da Defesa Civil de Minas Gerais, Medalha Alferes Tiradentes e Diploma de Colaborador Emérito do Exército nacional.
Em 2000, voltou ao comando da prefeitura de Salinas, sende eleito para o pleito 2001-2004, mas renunciou no dia 13 de janeiro de 2003 e passa o cargo ao vice-prefeito Péricles Ferreira dos Anjos, encerrando assim sua carreira política.